# Настольный теннис в СССР и России
Настольный теннис в СССР и России развивается с конца 1920-х годов. В феврале 1950 года была организована Всесоюзная секция настольного тенниса, которая впоследствии с 1959 года стала именоваться Федерацией настольного тенниса СССР, а с 1991 года Федерацией настольного тенниса России (ФНТР).

## История настольного тенниса в СССР и России

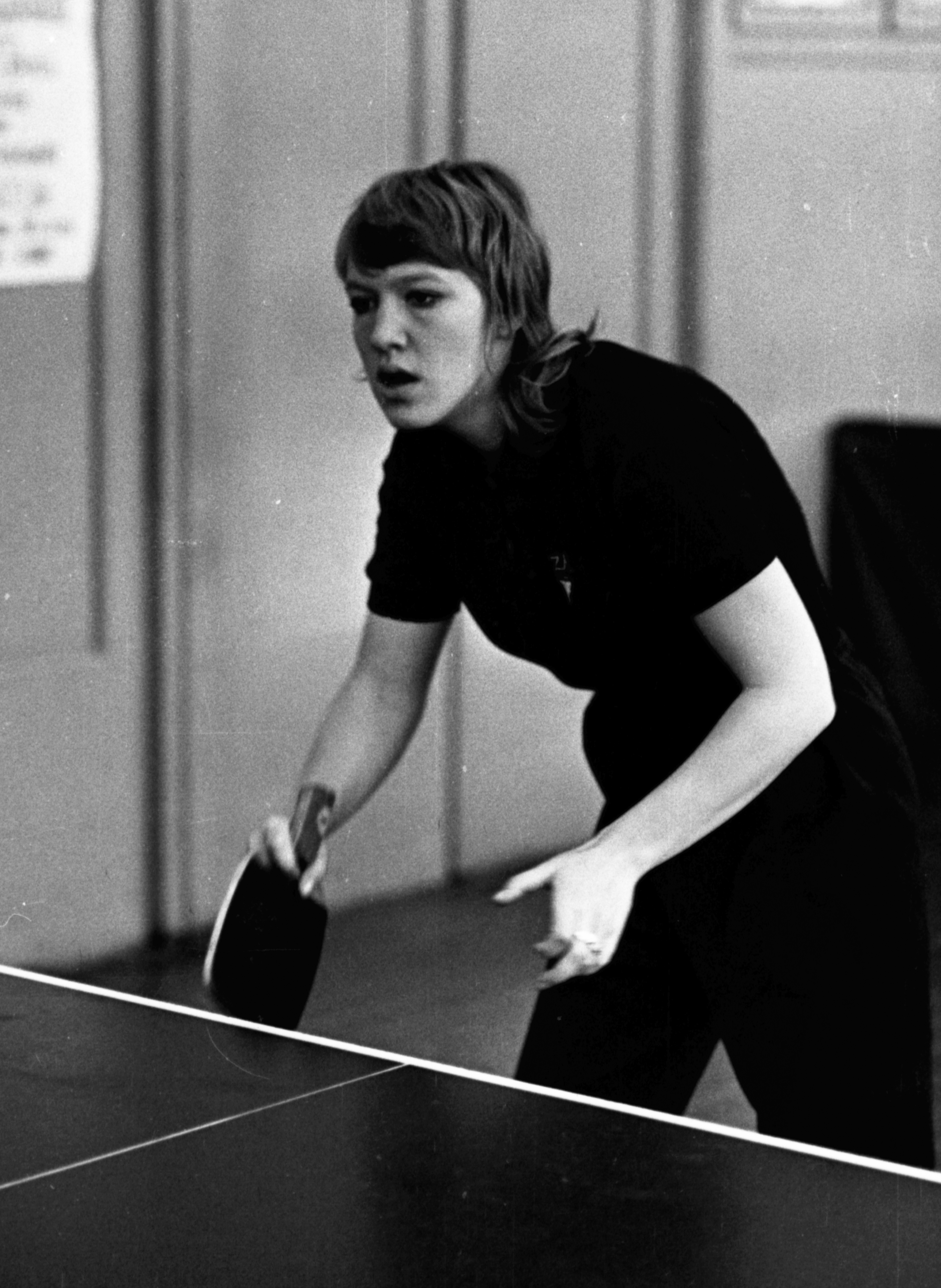
Зоя Руднова, двукратная чемпионка мира по настольному теннису

### Краткая хронология
Хронология настольного тенниса в СССР и России составлена на основе книги профессора Барчуковой Г. В. «Теория и методика настольного тенниса: учебник для студ. высш. учеб. заведений».
- 1927 год — в СССР проходят показательные игры делегации английских рабочих;
- 1946 год — проводятся первые официальные соревнования в Москве «Спартак» — «Динамо» и личное первенство Москвы;
- 1950 год — создание Всесоюзной секции настольного тенниса в СССР;
- 1951 год — первый Чемпионат СССР по настольному теннису проводится в Вильнюсе;
- 1954 год — «Федерация настольного тенниса СССР» (тогда «Всесоюзная секция настольного тенниса») вступает в Международную федерацию настольного тенниса;
- 1958 год — дебют сборных СССР на первом чемпионате Европы;
- 1961 год — дебют советских теннисистов на чемпионате мира в Пекине[4];
- 1969 год — на чемпионате мира в Мюнхене спортсменки СССР завоевали две первые золотые медали — в женской паре (Зоя Руднова и Светлана Фёдорова-Гринберг) и в командном зачете;
- 1975 год — на чемпионате мира в Калькутте спортсмены СССР выиграли свою третью золотую медаль — в смешанной паре (Станислав Гомозков и Татьяна Фердман-Кутергина);
- 1988 год — выступление советских игроков в настольный теннис на Олимпийских играх;
- 1994 год — женская сборная команда России завоевала золотые медали на командном Кубке мира;
- 2020 год — на Чемпионате Европы по настольному теннису 2020 года Российские спортсмены Максим Гребнев и Лев Кацман впервые завоевали золотые медали в парном разряде[5];
- 2021 год — на Чемпионате Европы по настольному теннису среди команд 2021 года (Клуж-Напока) российская мужская команда завоевала серебряные медали[6].

## Федерация настольного тенниса России
Федерация настольного тенниса России (сокр. ФНТР) — общественная организация, имеющая государственную аккредитацию, целями которой является развитие настольного тенниса в регионах, его пропаганда, организация и проведение спортивных мероприятий, а также подготовка спортсменов — членов спортивных сборных команд по настольному теннису. Устав организации принят Учредительной Конференцией 20 октября 1991 года.

## Соревнования
Под эгидой ФНТР в СССР и России проводились и проводятся различные соревнования:
- Чемпионат СССР по настольному теннису;
- Чемпионат СНГ по настольному теннису;
- Чемпионат России по настольному теннису;
- Турнир сильнейших спортсменов России «Топ 24»;
- Континентальный чемпионат ФНТР[7];
- Командный кубок России по настольному теннису.